# Clidemia marahuacensis
Clidemia marahuacensis är en tvåhjärtbladig växtart som beskrevs av John Julius Wurdack. Clidemia marahuacensis ingår i släktet Clidemia och familjen Melastomataceae. Inga underarter finns listade i Catalogue of Life.